# Porto Alegre Gorillas

## O Time / História
Porto Alegre Gorillas é uma equipe brasileira de futebol americano de Porto Alegre, Rio Grande do Sul, fundada em 07 de março de 2015.
A equipe iniciou na modalidade no pads (sem equipamentos), e o primeiro jogo aconteceu no dia 08 de novembro de 2015 contra a equipe do Porto Alegre Crows.
Durante o ano de 2016, a equipe participou participou do primeiro torneio da Nova Liga de Futebol Americano No-Pads onde ficou em 3º lugar de um total de 4 times, naquele ano sagrou-se campeão da competição a equipe do Porto Alegre Warriors. No final do ano de 2016 houve a migração para a categoria full pads (equipamento completo) e a filiação a Federação Gaúcha de Futebol Americano.
Em 18 de fevereiro de 2017 a equipe realiza o seu primeiro jogo oficial, contra o Santa Cruz Chacais, no Estádio dos Plátanos, na cidade de Santa Cruz do Sul, pelo Campeonato Gaúcho de Futebol Americano.
A primeira vitória aconteceu em 02 de abril de 2017, no jogo contra o São Leopoldo Mustangs, disputado no estádio Grêmio Esportivo Nacional, na cidade de São Leopoldo.
Em 2017 a equipe foi eliminada na primeira fase do  Campeonato Gaúcho de Futebol Americano e na primeira fase da Liga Nacional de Futebol Americano.
Em 2018, no seu segundo ano na categoria full pads, e equipe já conquistou o vice-campeonato no  Campeonato Gaúcho de Futebol Americano e também o vice-campeonato da Divisão Sul da Liga Nacional de Futebol Americano, além de conquistar o Independência Bowl, no clássico porto-alegrense disputado contra a equipe do Armada FA, no estádio Grêmio Esportivo Nacional, na cidade de São Leopoldo.
A equipe terminou o ano de 2018 vencendo todos os jogos que disputou como mandante.

## Campeonatos Disputados

### Campeonato Gaúcho de Futebol Americano 2017
No Campeonato Gaúcho de 2017 a equipe disputou 5 jogos, obtendo 1 vitória e 4 derrotas. Foram 90 pontos marcados (18 PPJ) e 165 pontos sofridos (33 PPJ).
Jogando em casa foram 2 jogos, com 1 vitória e 1 derrota. A equipe marcou 64 pontos (32 PPJ) e sofreu 33 pontos (16,5 PPJ).
E fora de casa foram 3 jogos com 3 derrotas. 26 pontos marcados (8,67 PPJ) e 132 pontos sofridos (44 PPJ).
A equipe foi eliminada na primeira fase da competição. 
Jogos do Porto Alegre Gorillas na competição:
| Dia      | Fase     | Estádio                   | Cidade            | UF | Mandante             |    |    | Visitante             | Obs |
| 18/02/17 | Primeira | Estádio dos Plátanos      | Santa Cruz do Sul | RS | Santa Cruz Chacais   | 48 | 7  | Gorillas              |     |
| 18/03/17 | Primeira | Grêmio Esportivo Nacional | São Leopoldo      | RS | Gorillas             | 20 | 21 | Ijuí Drones           |     |
| 02/04/17 | Primeira | Grêmio Esportivo Nacional | São Leopoldo      | RS | Gorillas             | 44 | 12 | São Leopoldo Mustangs |     |
| 07/05/17 | Primeira | Grêmio Esportivo Nacional | São Leopoldo      | RS | Bulls FA             | 20 | 19 | Gorillas              |     |
| 20/05/17 | Primeira | Estádio dos Eucaliptos    | Santa Maria       | RS | Santa Maria Soldiers | 64 | 0  | Gorillas              |     |

### Liga Nacional de Futebol Americano 2017
Na Liga Nacional de Futebol Americano 2017, a equipe disputou 4 jogos, obtendo 1 vitória e 3 derrotas. Foram 92 pontos marcados (23 PPJ) e 84 pontos sofridos (21 PPJ).
Jogando em casa foram 2 jogos, com 1 vitória e 1 derrota. A equipe marcou 69 pontos (17,25 PPJ) e sofreu 20 pontos (10 PPJ).
E fora de casa foram 2 jogos com 2 derrotas. 23 pontos marcados (11,5 PPJ) e 64 pontos sofridos (32 PPJ).
A equipe foi eliminada na primeira fase da competição. 
Jogos do Porto Alegre Gorillas na competição:
| Dia      | Fase     | Estádio                   | Cidade          | UF | Mandante               |    |    | Visitante             | Obs |
| 15/07/17 | Primeira | Grêmio Esportivo Nacional | São Leopoldo    | RS | Gorillas               | 19 | 20 | Miners FA             |     |
| 30/07/17 | Primeira | Estádio da Montanha       | Bento Gonçalves | RS | Bento Gonçalves Snakes | 24 | 23 | Gorillas              |     |
| 20/08/17 | Primeira | Clube Atlético Tupi       | Gaspar          | SC | Black Hawks            | 40 | 0  | Gorillas              |     |
| 08/10/17 | Primeira | Grêmio Esportivo Nacional | São Leopoldo    | RS | Gorillas               | 50 | 0  | São Leopoldo Mustangs |     |

### Campeonato Gaúcho de Futebol Americano 2018
No Campeonato Gaúcho de 2018 a equipe disputou 6 jogos, obtendo 4 vitórias e 2 derrotas. Foram 98 pontos marcados (16,33 PPJ) e 68 pontos sofridos (11,33 PPJ).
Jogando em casa foram 3 jogos, com 3 vitórias. A equipe marcou 76 pontos (25,33 PPJ) e sofreu 20 pontos (6,67 PPJ).
E fora de casa foram 3 jogos com 1 vitória e 3 derrotas. 22 pontos marcados (7,33 PPJ) e 48 pontos sofridos (16 PPJ).
A equipe conquistou o vice-campeonato.
Jogos do Porto Alegre Gorillas na competição:
| Dia      | Fase     | Estádio                   | Cidade            | UF | Mandante           |    |    | Visitante              | Obs |
| 18/03/18 | Primeira | Grêmio Esportivo Nacional | São Leopoldo      | RS | Gorillas           | 49 | 6  | Viamão Raptors         |     |
| 08/04/18 | Primeira | Estádio Municipal         | Rio Pardo         | RS | Santa Cruz Chacais | 10 | 0  | Gorillas               |     |
| 29/04/18 | Primeira | Grêmio Esportivo Nacional | São Leopoldo      | RS | Gorillas           | 13 | 7  | Bento Gonçalves Snakes |     |
| 03/06/18 | Playoffs | Estádio dos Plátanos      | Santa Cruz do Sul | RS | Santa Cruz Chacais | 10 | 22 | Gorillas               |     |
| 16/06/18 | Playoffs | Parque Esportivo PUCRS    | Porto Alegre      | RS | Gorillas           | 14 | 7  | Juventude FA           |     |
| 01/07/18 | Final    | Estádio Presidente Vargas | Santa Maria       | RS | Final              | 28 | 0  | Gorillas               |     |

### Liga Nacional de Futebol Americano 2018
Na Liga Nacional de Futebol Americano 2018, a equipe disputou 5 jogos, obtendo 4 vitórias e 1 derrota. Foram 111 pontos marcados (22,2 PPJ) e 46 pontos sofridos (9,2 PPJ).
Jogando em casa foram 3 jogos, com 3 vitórias. A equipe marcou 104 pontos (34,66 PPJ) e sofreu 19 pontos (6,33 PPJ).
E fora de casa foram 2 jogos com 1 vitória e 1 derrota. 7 pontos marcados (3,5 PPJ) e 27 pontos sofridos (13,5 PPJ).
A equipe conquistou o vice-campeonato da Divisão Sul.
Jogos do Porto Alegre Gorillas na competição:
| Dia      | Fase             | Estádio                   | Cidade       | UF | Mandante       |    |    | Visitante     | Obs |
| 08/07/18 | Primeira         | W.O.                      |              |    | Curitiba Lions | 0  | 49 | Gorillas      | [1] |
| 29/07/18 | Primeira         | Parque Esportivo PUCRS    | Porto Alegre | RS | Gorillas       | 45 | 0  | Miners FA     | [2] |
| 02/09/18 | Primeira         | Grêmio Esportivo Nacional | São Leopoldo | RS | Armada FA      | 0  | 7  | Gorillas      | [3] |
| 22/09/18 | Primeira         | Parque Esportivo PUCRS    | Porto Alegre | RS | Gorillas       | 41 | 6  | Ijuí Drones   |     |
| 21/10/18 | Playoffs         | Grêmio Esportivo Nacional | São Leopoldo | RS | Gorillas       | 18 | 13 | Maringá Pyros |     |
| 02/11/18 | Final de Divisão | Clube Atlético Tupi       | Gaspar       | SC | Black Hawks    | 27 | 0  | Gorillas      |     |

[1]  A equipe do Curitiba Lions desistiu da competição um pouco antes do início, dessa forma todos os seus jogos foram considerados W.O. e o placar foi de derrota por 49 x 0. Esse jogo não é considerado nas estatísticas oficiais do Porto Alegre Gorillas apresentadas neste artigo.
[2]  Após o jogo contra o Porto Alegre Gorillas, o Miners FA desistiu da competição e, consequentemente, todos os seus jogos foram considerados pela Liga como derrotas por 49 x 0, mas, em respeito aos torcedores, as estatísticas oficiais do Porto Alegre Gorillas, que constam neste artigo, consideram o placar efetivo do jogo. 
[3]  Conquista do Troféu Independência Bowl pelo Porto Alegre Gorillas

### Campeonato Gaúcho de Futebol Americano 2019
No Campeonato Gaúcho de 2019 a equipe disputou 4 jogos, obtendo 2 vitórias e 2 derrotas. Foram 72 pontos marcados (18 PPJ) e 56 pontos sofridos (14 PPJ).
A equipe jogou apenas uma partida em casa, quando foi derrotada pelo Bulldogs FA pelo placar de 00 x 16.
Fora de casa foram 3 jogos com 2 vitórias e 1 derrota. 72 pontos marcados (24 PPJ) e 40 pontos sofridos (13,33 PPJ).
A equipe ficou com a terceira colocação  na competição.
Jogos do Porto Alegre Gorillas no campeonato campeonato:
| Dia        | Fase     | Estádio                | Cidade         | UF | Mandante                |    |    | Visitante   | Obs |
| 17/03/2019 | Primeira | Clube Serrano          | Carlos Barbosa | RS | Carlos Barbosa Ximangos | 00 | 34 | Gorillas    |     |
| 06/04/2019 | Primeira | Parque Esportivo PUCRS | Porto Alegre   | RS | Gorillas                | 00 | 16 | Bulldogs FA |     |
| 28/04/2019 | Primeira | CT do Juventude        | Caxias do Sul  | RS | Juventude FA            | 20 | 24 | Gorillas    |     |
| 18/05/2019 | Playoffs | Estádio Montanha       | Mato Leitão    | RS | Bulldogs FA             | 20 | 14 | Gorillas    |     |

## Jogos Marcantes

### 08/11/2015 – Porto Alegre Crows 16 x 8 Porto Alegre Gorillas – O primeiro touchdown
Local: Parque Marinha do Brasil, Porto Alegre (RS)
Esse jogo é importante por ser o jogo de estreia da equipe, ainda na categoria no pads, e também porque foi marcado o primeiro touchdown, que foi registrado e pode ser assistido no youtube.

### 16/06/2018 – Porto Alegre Gorillas 14 x 7 Juventude FA
Após classificação inédita para os playoffs do Campeonato Gaúcho, o Porto Alegre Gorillas teria que enfrentar na semifinal do Campeonato Gaúcho o poderoso Juventude FA de Caxias do Sul (RS), o campeão gaúcho de 2015, finalista nas últimas 3 edições do campeonato e integrante da divisão de elite do futebol americano nacional.
O jogo estava inicialmente marcado para a cidade de Caxias do Sul, mas a equipe da serra gaúcha cedeu o mando de campo para o Porto Alegre Gorillas e o jogo foi marcado para o Parque Esportivo da PUC/RS.
Todos os sites e jornalistas especializados davam praticamente como certa a vitória do Juventude FA (e a repetição das últimas duas finais do campeonato contra o Santa Maria Soldiers).  
Mas o Porto Alegre Gorillas não se intimidou e, com quase 1000 pessoas no Parque Esportivo da PUC conquistou a improvável vitória e a classificação para a final do Campeonato Gaúcho de Futebol Americano.  

### 01/07/2018 – Santa Maria Soldiers 28 x 00 Porto Alegre Gorillas – A primeira final
Após a façanha na semifinal do campeonato e a vitória sobre o Juventude FA, o Porto Alegre Gorillas enfrentaria, na final do Campeonato Gaúcho, outra equipe da divisão de elite do futebol americano nacional, o Santa Maria Soldiers. Dessa vez, na casa do adversário.
A torcida do Porto Alegre Gorillas não se intimidou com a distância e marcou presença no Estádio Presidente Vargas, em Santa Maria para apoiar o time, que não conseguiu superar a forte equipe local e ficou com o vice-campeonato gaúcho. 

### 02/09/2018 – Armada FA 00 x 07 Porto Alegre Gorillas  – Independência Bowl
Em jogo válido pela primeira fase da Liga Nacional de Futebol Americano, no primeiro jogo da história entre as duas equipes de Porto Alegre, foi definida a disputa do troféu Independência Bowl, que seria entregue ao vencedor do jogo. 
Em jogo extremamente disputado e tenso até o final, disputado no embarrado gramado do Estádio Nacional de São Leopoldo, o Porto Alegre Gorillas conquistou a vitória e a taça. 

### 21/10/2018 – Porto Alegre Gorillas 18 x 13 Maringá Pyros  – Troféu 200 Torcida Primata
No primeiro jogo da história do Porto Alegre Gorillas em playoffs da Liga Nacional, a equipe enfrentou os paranaenses do Maringá Pyros, no Grêmio Esportivo Nacional, em São Leopoldo (RS). Em um jogo muito parelho, o Porto Alegre Gorillas conquistou a vitória e, de quebra, ultrapassou pela primeira vez a marca de 200 pontos marcados em uma temporada.
Essa pontuação recorde rendeu ao running back #22 Wesley Rocha o Troféu 200 – Torcida Primata. O troféu foi uma promoção de torcedores do Porto Alegre Gorillas e foi entregue ao jogador que marcou o ponto de número 200 da temporada.

### 28/04/2019 – Juventude FA 20 x 24 Porto Alegre Gorillas
A vitória por 24 x 20 conquistada pelo Porto Alegre Gorillas contra o Juventude FA foi a maior virada da história da equipe, que chegou a estar perdendo o jogo por 14 pontos de diferença.
Foi a segunda vitória em dois jogos contra a tradicional equipe de Caxias do Sul, ambas conquistadas de maneira dramática, de virada e no final do jogo.
Com a vitória, o Gorillas se classificou para a semifinal do Campeonato Gaúcho e quebrou dois tabus:
- O Porto ALegre Gorillas jamais havia vencido dois jogos fora de casa em uma mesma competição
- Foi a primeira derrota da história do Juventude FA jogando em casa pelo Campeonato Gaúcho
Em apenas 3 anos jogando na categoria Full Pads, o Porto Alegre Gorillas chegou à sua segunda semifinal de Campeonato Gaúcho.

## Títulos / Conquistas
- Vice-campeão Gaúcho 2018
- Campeão do Independência Bowl 2018
- Vice-campeão da Divisão Sul da Liga Nacional de Futebol Americano